# Vlag van Zevenhuizen-Moerkapelle

Vlag van de gemeente Zevenhuizen-Moerkapelle (1991-2010)

Vlag van de gemeente Moerhuizen (1991)

De vlag van Zevenhuizen-Moerkapelle is op 18 november 1991 bij raadsbesluit vastgesteld als de gemeentevlag van de Zuid-Hollandse gemeente Zevenhuizen-Moerkapelle, op dat moment nog Moerhuizen genaamd. De vlag wordt als volgt beschreven:
Een gele broeking, waarop een rode kapel, waarvan de hoogte gelijk is aan ½ van de vlag, en een vlucht van drie banen, groen, geel en groen.
De vlag is gebaseerd op het gemeentewapen, dat zelf is gebaseerd op wapens van Zevenhuizen en Moerkapelle.
Op 1 januari 2010 is Zevenhuizen-Moerkapelle opgegaan in de gemeente Zuidplas. De vlag is hierdoor als gemeentevlag komen te vervallen.

## Voorgaande vlag
Op 28 mei 1991 was een eerdere vlag aangenomen, met dezelfde tekening als het gemeentelijk wapenschild. Deze is ongeveer een half jaar in gebruik gebleven voor de gemeente Moerhuizen; de naamswijziging kwam pas na de wijziging van de vlag. De vlag kan als volgt worden beschreven:
Twee banen van gelijke hoogte van geel en groen, met op het geel op de helft van de vlaglengte een kapel van rood en op het groen op de helft van de vlaglengte een gele baan ter lengte van 1/7 van de vlaglengte.

## Verwante afbeeldingen

Het wapen van Zevenhuizen-Moerkapelle
Het wapen van Zevenhuizen
Een oud wapen van de heerlijkheid Moerkapelle

Alkemade 
· Ameide 
· Ammerstol 
· Arkel 
· Asperen 
· Benthuizen 
· Bergambacht 
· Bergschenhoek 
· Berkel en Rodenrijs 
· Bernisse 
· Binnenmaas 
· Bleiswijk 
· Bleskensgraaf en Hofwegen
· Bodegraven 
· Boskoop
· Brielle 
· Cromstrijen 
· De Lier 
· Delfshaven 
· Dirksland 
· Everdingen 
· Geervliet 
· Giessenburg 
· Giessenlanden
· Goedereede 
· Goudswaard 
· Graafstroom 
· 's-Gravendeel 
· 's-Gravenzande 
· Groot-Ammers
· Hagestein 
· Haastrecht 
· Hazerswoude 
· Heenvliet 
· Heerjansdam 
· Hei- en Boeicop
· Heinenoord
· Hellevoetsluis 
· Hillegersberg
· Jacobswoude
· Kamerik
· Korendijk
· Koudekerk aan den Rijn
· Krimpen aan de Lek
· Langerak
· Leerdam
· Leidschendam
· Leimuiden
· Lexmond
· Liemeer
· Liesveld
· Maasland
· Middelharnis
· Mijnsheerenland
· Moerhuizen
· Moerkapelle
· Molenwaard
· Monster
· Moordrecht
· Naaldwijk
· Nederlek
· Nieuw-Beijerland
· Nieuwerkerk aan den IJssel
· Nieuw-Lekkerland
· Nieuwpoort
· Nieuwveen
· Noordwijkerhout
· Nootdorp
· Numansdorp
· Oostflakkee
· Oostvoorne
· Oud-Alblas
· Oud-Beijerland 
· Oude-Tonge 
· Oudenhoorn 
· Ouderkerk 
· Ouderkerk aan den IJssel
· Overschie
· Piershil 
· Pijnacker 
· Poortugaal 
· Puttershoek 
· Reeuwijk 
· Rhoon 
· Rijnsaterwoude 
· Rijnsburg 
· Rijnwoude 
· Rockanje 
· Rozenburg 
· Sassenheim 
· Schelluinen 
· Schipluiden 
· Schoonhoven 
· Schoonrewoerd 
· Sommelsdijk 
· Spijkenisse 
· Streefkerk 
· Strijen 
· Ter Aar 
· Valkenburg 
· Vianen 
· Vierpolders 
· Vlist 
· Voorburg 
· Voorhout 
· Warmond 
· Wateringen 
· Westmaas 
· Westvoorne 
· Woerden 
· Woubrugge 
· Zederik 
· Zevenhoven 
· Zevenhuizen 
· Zevenhuizen-Moerkapelle 
· Zuid-Beijerland 
· Zuidland 
· Zwammerdam 
· Zwartewaal